# Lewski (Stadt)
Lewski (bulgarisch: Левски) ist eine Stadt in Nordbulgarien. Sie liegt 43 km östlich der Stadt Plewen, im äußersten Südostzipfel der Oblast Plewen.
Während der osmanischen Herrschaft über Bulgarien (bis 1878) trug der Ort den türkischen Namen Karağaç (deutsch: "Schwarze Ulme"). 1897 wurde der Ort dann nach dem bulgarischen Nationalhelden Wasil Lewski (1837–1873) benannt. 1945 wurde der Ort zur Stadt erhoben. Er war das erste Dorf in Bulgariens, das nach dem Zweiten Weltkrieg zur Stadt erhoben wurde.

## Gemeinde Lewski
Lewski ist das administrative Zentrum der gleichnamigen Gemeinde Lewski. Die Gemeinde erstreckt sich über 414 km² und umfasst neben Lewski die Dörfer Asenowzi, Asparuchowo, Boschurluk, Balgarene, Warana, Gradischte, Isgrew, Kosar Belene, Maltschik, Obnowa, Stescherowo und Trantschowiza. Die 13 Orte der Gemeinde hatten 2005 eine Bevölkerung von 25.607.
Durch die Gemeinde verläuft die Fernverkehrsstraße Sofia–Plewen–Russe–Warna.
Durch Lewski verlaufen die Bahnstrecken Sofia–Warna und Sofia–Russe. In Lewski zweigen die Bahnstrecke Lewski–Lowetsch–Trojan und die Bahnstrecke Lewski–Swischtow ab.

## Geografie
Die Stadt liegt in der bulgarischen Donautiefebene, 40 km südlich der Donau, im Tal des Flusses Ossam.

## Geschichte
Die Region war bereits seit dem Altertum besiedelt. Es wurden Reste von prähistorischen Siedlungen gefunden, sowie aus der Römerzeit und Nekropolen, Römerstraßen und archäologische Funde aus der Frühzeit des Christentums und aus dem Mittelalter.
In der Nähe des Dorfes Balgarene ist eine alte Steinbrücke zu besichtigen – die „Römerbrücke“.

## Wirtschaft
In der Region sind traditionell die nahrungsmittelverarbeitende Industrie, der Maschinenbau und die Leichtindustrie vertreten. Nach der Einführung der Marktwirtschaft in Bulgarien (1990) erlebte die Wirtschaft, wie in ganz Bulgarien, eine schwere Krise. Seit dem Jahr 2000 belebt sich die Wirtschaft wieder und die Investitionen nehmen zu.

## Persönlichkeiten
- Georgi Milanow (* 1992), Fußballspieler
- Ilija Milanow (* 1992), Fußballspieler